# Psychrophrynella saltator
Espèce
Synonymes
- Phrynopus saltator De la Riva, Reichle & Bosch, 2007

Statut de conservation UICN

 CR B1ab(iii) : 
En danger critique
Psychrophrynella saltator est une espèce d'amphibiens de la famille des Craugastoridae.

## Répartition
Cette espèce est endémique de la province de Bautista Saavedra dans le département de La Paz en Bolivie. Elle se rencontre dans les environs de Charazani à environ 2 550 m d'altitude dans la cordillère Orientale.

## Description
Cette espèce mesure de 14,9 à 19,0 mm.

## Publication originale
- De la Riva, 2007 : Bolivian frogs of the genus Phrynopus, with the description of twelve new species (Anura: Brachycephalidae). Herpetological Monographs, vol. 21, p. 241-277 (texte intégral).